# Plesiops oxycephalus
Plesiops oxycephalus är en fiskart som beskrevs av Bleeker, 1855. Plesiops oxycephalus ingår i släktet Plesiops och familjen Plesiopidae. Inga underarter finns listade i Catalogue of Life.